# Nicola Celio
Nicola Celio (Faido, 19 giugno 1972) è un ex hockeista su ghiaccio svizzero che ha giocato per venti stagioni nella Lega Nazionale A con l'HC Ambrì-Piotta.

## Carriera
Nicola Celio ha giocato da professionista per venti stagioni consecutive per l'Hockey Club Ambrì Piotta nella National League Svizzera di hockey su ghiaccio. Il 3 gennaio 2009 Nicola Celio ha disputato la sua 900ª partita in LNA (tenendo conto anche delle partite di Playoff e Playout). Nicola Celio ha chiuso la sua ventennale carriera da professionista il 26.03.2009 con la partita dei playout contro il Bienne. Nella stagione 2009/10 ha conquistato la promozione con l'Hockey Club Chiasso dalla 2ª Lega alla 1ª Lega, vincendo 3-2 la serie di finale contro i GDT Bellinzona.

## Statistiche
Statistiche aggiornate ad agosto 2011.

### Club
| Stagione  | Squadra      | Stagione regolare | Stagione regolare | Stagione regolare | Stagione regolare | Stagione regolare | Stagione regolare | Playoff | Playoff | Playoff | Playoff | Playoff |
| Stagione  | Squadra      | Lega              | P                 | G                 | A                 | Pt                | PIM               | P       | G       | A       | Pt      | PIM     |
| --------- | ------------ | ----------------- | ----------------- | ----------------- | ----------------- | ----------------- | ----------------- | ------- | ------- | ------- | ------- | ------- |
| 1989-1990 | Ambrì-Piotta | NLA               | 15                | 0                 | 0                 | 0                 | 0                 |         |         |         |         |         |
| 1990-1991 | Ambrì-Piotta | NLA               | 30                | 0                 | 2                 | 2                 | 0                 |         |         |         |         |         |
| 1991-1992 | Ambrì-Piotta | NLA               | 36                | 6                 | 5                 | 11                | 2                 | 10      | 0       | 1       | 1       | 0       |
| 1992-1993 | Ambrì-Piotta | NLA               | 36                | 8                 | 6                 | 14                | 4                 | 9       | 2       | 1       | 3       | 0       |
| 1993-1994 | Ambrì-Piotta | NLA               | 36                | 5                 | 1                 | 6                 | 2                 | 5       | 0       | 0       | 0       | 0       |
| 1994-1995 | Ambrì-Piotta | NLA               | 36                | 6                 | 11                | 17                | 2                 | 3       | 3       | 1       | 4       | 0       |
| 1995-1996 | Ambrì-Piotta | NLA               | 36                | 4                 | 7                 | 11                | 14                | 7       | 3       | 0       | 3       | 0       |
| 1996-1997 | Ambrì-Piotta | NLA               | 34                | 3                 | 7                 | 10                | 4                 |         |         |         |         |         |
| 1997-1998 | Ambrì-Piotta | NLA               | 40                | 5                 | 13                | 18                | 12                | 14      | 1       | 1       | 2       | 4       |
| 1998-1999 | Ambrì-Piotta | NLA               | 45                | 5                 | 7                 | 12                | 8                 | 15      | 1       | 1       | 2       | 2       |
| 1999-2000 | Ambrì-Piotta | NLA               | 45                | 4                 | 10                | 14                | 4                 | 9       | 0       | 0       | 0       | 0       |
| 2000-2001 | Ambrì-Piotta | NLA               | 44                | 2                 | 7                 | 9                 | 12                | -       | -       | -       | -       | -       |
|           |              | Playout           | 5                 | 1                 | 2                 | 3                 | 0                 | -       | -       | -       | -       | -       |
| 2001-2002 | Ambrì-Piotta | NLA               | 44                | 3                 | 10                | 13                | 10                | 6       | 0       | 3       | 3       | 0       |
| 2002-2003 | Ambrì-Piotta | NLA               | 44                | 2                 | 10                | 12                | 4                 | 4       | 0       | 0       | 0       | 0       |
| 2003-2004 | Ambrì-Piotta | NLA               | 47                | 6                 | 16                | 22                | 14                | 7       | 1       | 2       | 3       | 0       |
| 2004-2005 | Ambrì-Piotta | NLA               | 44                | 2                 | 9                 | 11                | 0                 | 5       | 0       | 0       | 0       | 4       |
| 2005-2006 | Ambrì-Piotta | NLA               | 40                | 1                 | 6                 | 7                 | 4                 | 7       | 0       | 0       | 0       | 2       |
| 2006-2007 | Ambrì-Piotta | NLA               | 42                | 2                 | 3                 | 5                 | 10                |         |         |         |         |         |
| 2007-2008 | Ambrì-Piotta | NLA               | 49                | 1                 | 13                | 14                | 16                | -       | -       | -       | -       | -       |
|           |              | Playout           | 11                | 1                 | 2                 | 3                 | 4                 | -       | -       | -       | -       | -       |
| 2008-2009 | Ambrì-Piotta | NLA               | 48                | 2                 | 8                 | 10                | 29                | -       | -       | -       | -       | -       |
|           |              | Playout           | 12                | 1                 | 2                 | 3                 | 4                 | -       | -       | -       | -       | -       |
| 2009-2010 | Chiasso      | Switzerland4      | 22                | 11                | 9                 | 20                | 2                 | 12      | 2       | 2       | 4       | 6       |
| 2010-2011 | Chiasso      | Switzerland3      | 27                | 4                 | 12                | 16                | 10                | 8       | 1       | 1       | 2       | 4       |

### Nazionale
| Stagione  | Livello         | Risultati    | Risultati | Risultati | Risultati | Risultati | Risultati |
| Stagione  | Livello         | Competizione | P         | G         | A         | Pt        | PIM       |
| --------- | --------------- | ------------ | --------- | --------- | --------- | --------- | --------- |
| 1989-1990 | Switzerland U18 | EJC-18       | 6         | 0         | 0         | 0         | 7         |
| 1990-1991 | Switzerland U20 | WJC-20       | 7         | 0         | 1         | 1         | 0         |
| 1991-1992 | Switzerland U20 | WJC-20       | 7         | 5         | 2         | 7         | 4         |
| 1995-1996 | Switzerland     | WC B         | 7         | 4         | 4         | 8         | 0         |

## Curiosità
Nicola Celio è uno tra i pochi giocatori al mondo che sono rimasti con la stessa squadra per 20 stagioni consecutive prima di ritirarsi dall'hockey professionista.
La sua maglia numero 8 è stata ritirata dall'HCAP il 21 novembre 2009 in occasione della partita tra l'Ambrì e il Langnau .